# Fideism
Fideism är uppfattningen att tron (latin: fides) är den enda grundvalen för kunskap om Gud och därmed överordnad förnuftet. Detta begrepp används främst i katolsk kritik av reformatorerna.